# خطوط ناواضح
«خطوط محو» (به انگلیسی: Blurred Lines) یک تک‌آهنگ از رابین تیک، فارل ویلیامز، تی.آی. است که در سال ۲۰۱۳ میلادی منتشر شد.
این تک‌آهنگ رتبه او جدول‌های بهترین آهنگ‌های اسکاتلند، فرانسه، ایرلند، استرالیا، اسپانیا، لهستان، فلاندرز، سوئیس، نیوزلند، اتریش و بریتانیا همچنین جزء ده آهنگ برتر در جدول‌های آهنگ  ایتالیا، والونیا، نروژ، دانمارک، فنلاند و سوئد بود.